# Klášter Sopoćani
Klášter Sopoćani (srbsky Сопоћани) je jedním ze středověkých monastýrů srbské pravoslavné církve. Nachází se v jižní části státu, přibližně 16 km západně od města Novi Pazar. Od roku 1979 je chráněnou kulturní památkou Republiky Srbsko.

## Historie
Monastýr byl vystavěn mezi roky 1259 a 1270 za vlády Štěpána Uroše I. (který je zde pochován) v hornatém terénu pramenné oblasti řeky Raška, nedaleko od Starého Rasu -- prvního hlavního města středověkého srbského státu Raška.
Klášter byl mnichy obýván od svého založení až do roku 1689, kdy byl vypálen Osmany. Znovuosídlen a rekonstruován byl až v 20. století. Od roku 1979 je součástí světového kulturního dědictví společně se Starým Rasem, klášterem Đurđevi Stupovi a kostelem svatých apoštolů Petra a Pavla ve městě Novi Pazar.
Stavba nese prvky románské architektury. Východní část chrámu je tvořena půlkruhovou apsidou, západní průčelí zahrnuje chrámovou předsíň. Kopule v centrální části stavby (tzv. křížení) je vystavěna na tamburu. Vysoká zvonice pochází ze 14. století. Interiér monastýru je bohatě zdoben freskami, které vznikly okolo roku 1270, např. vyobrazení Zesnutí přesvaté Bohorodice na západní stěně chrámové lodi. V té době byla Konstantinopol v rukou křižáků a byzantští umělci našli své uplatnění na srbském dvoře.

## Současnost
Během 20. století byl monastýr obnovel a znovu osídlen mnišskou komunitou, která se rychle rozrostla. V roce 1979 byl monastýr prohlášen kulturní památkou Republiky Srbsko.

## Galerie

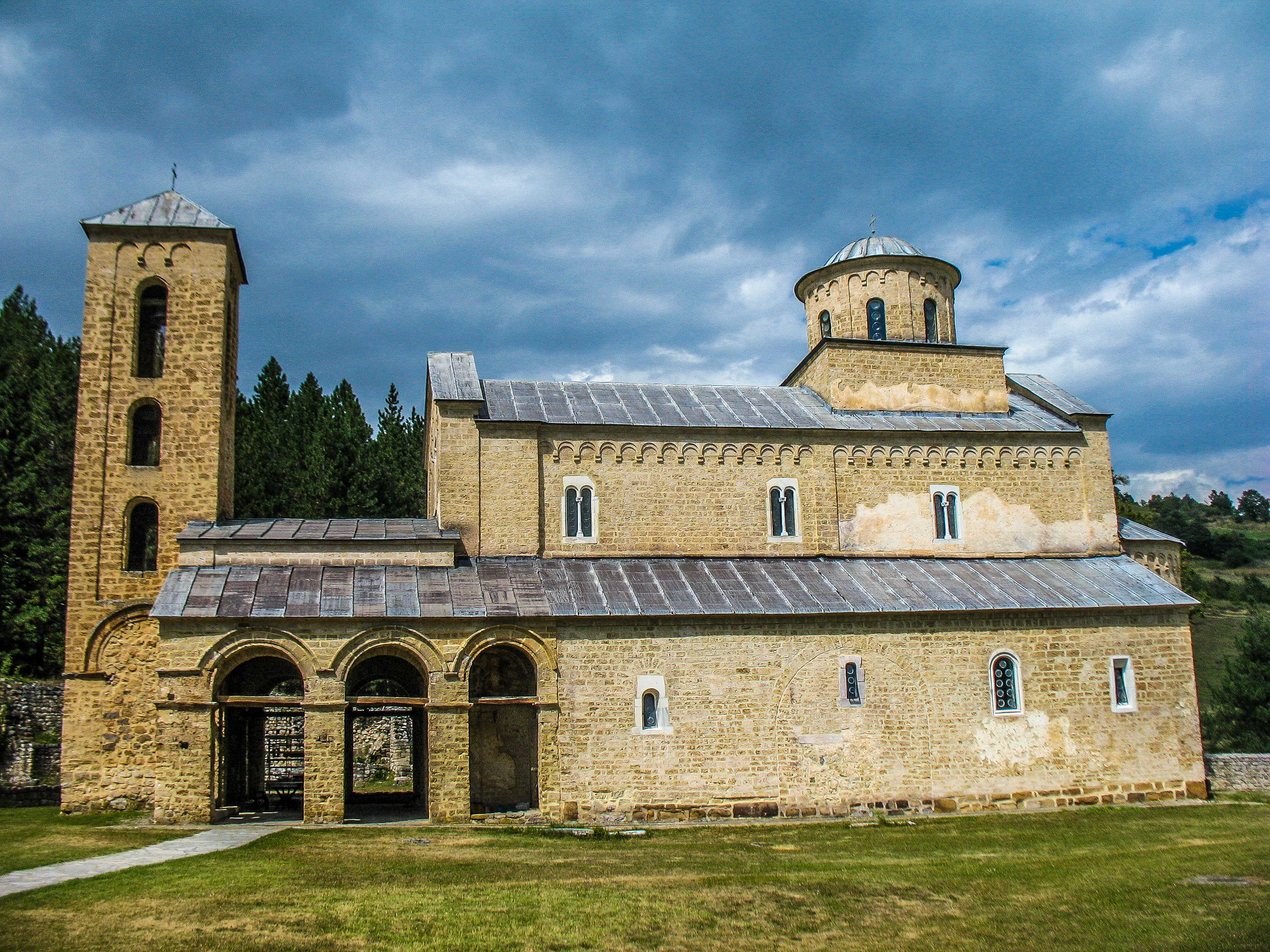
exteriér monastýru
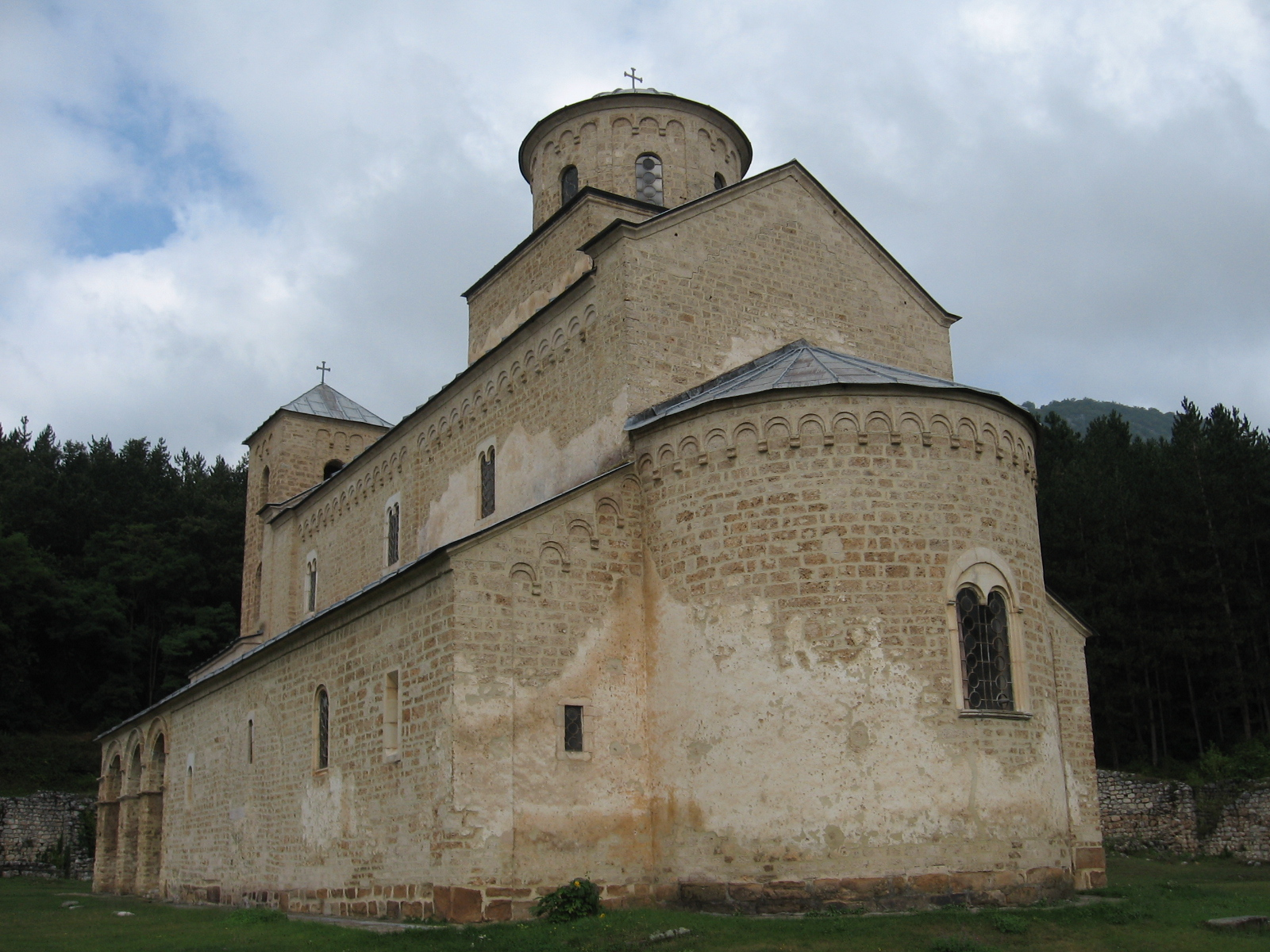
exteriér monastýru
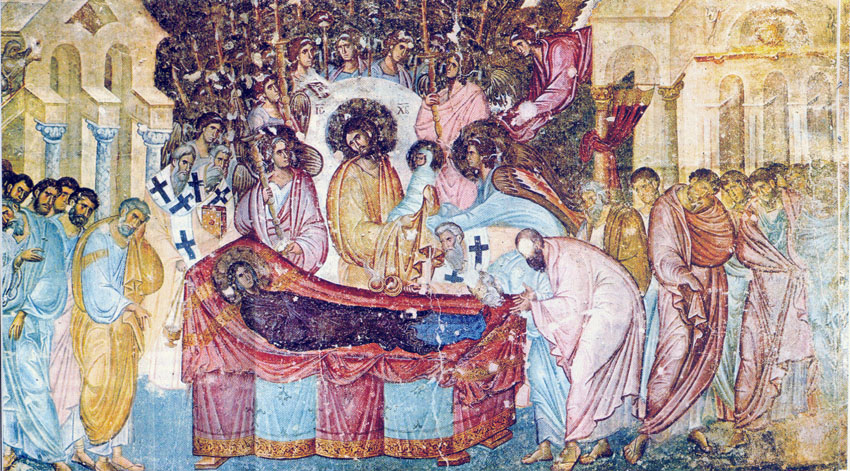
Zesnutí přesvaté Bohorodice, freska v interiéru
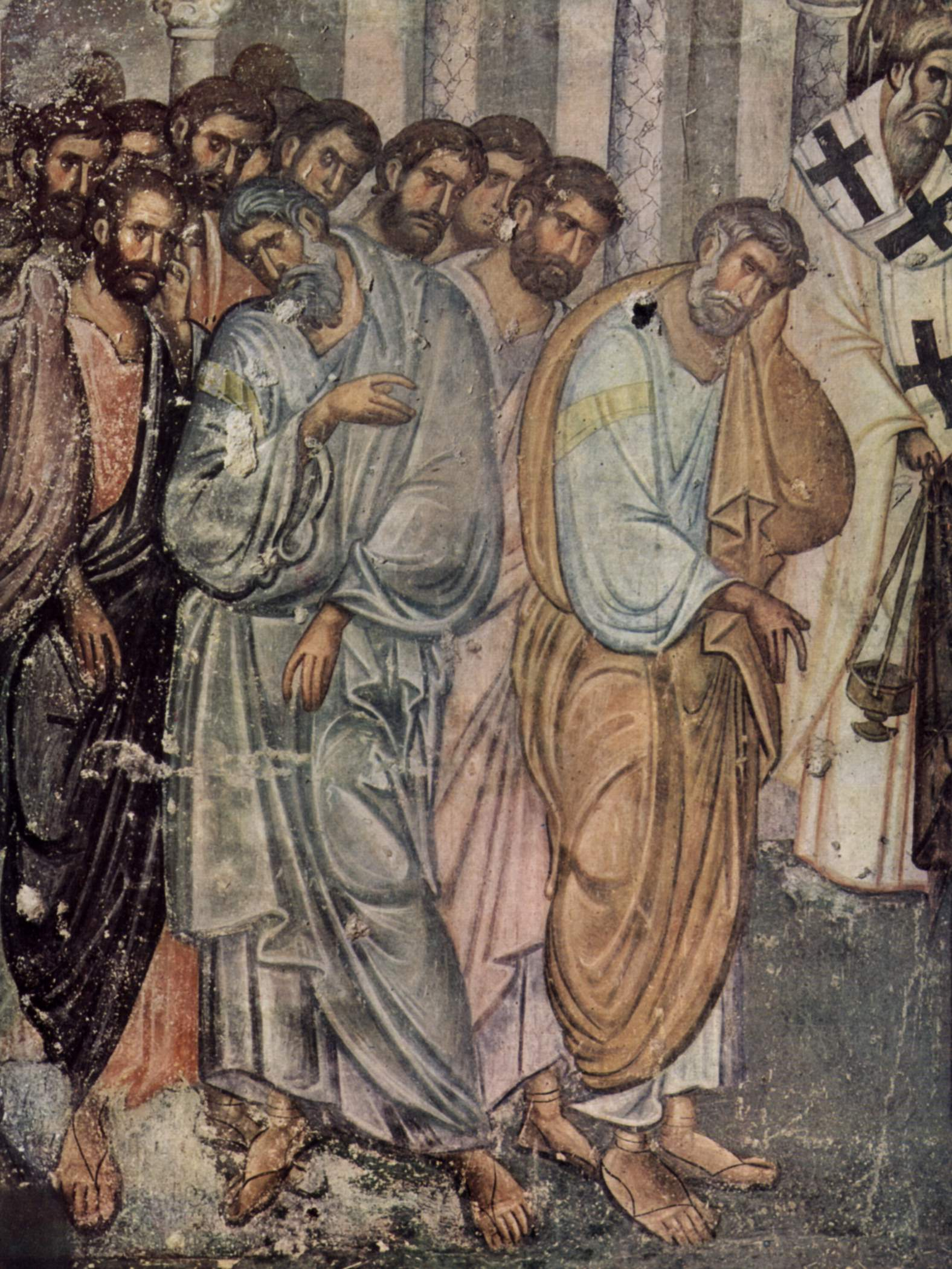
tentýž výjev, freska v interiéru